# 岡本正
岡本 正（おかもと ただし、1950年12月21日 - ）は、日本のフォークシンガーである。

## 略歴
- 1973年、「ポプコン '73グランプリ大会」に「岡本正とドボンエイドバンド」として出場し、優秀賞を受賞。「岡本正とうめまつり」としてシングル「すみれの花」でデビュー。
- 1974年、うめまつりが独立。ソロ活動に入る。

## ディスコグラフィー

### シングル
- すみれの花／日時計（1973年12月20日）ビクター SF-62 「岡本正とうめまつり」名義
- 夏の夜は／いなずま（1974年6月25日）ビクター SF-67 「岡本正 うめまつり」名義
- 北山杉／明日こそ（1974年10月25日）ビクター SF-75 「うめまつり」名義
- 風車／もう云わないで（1974年11月25日）ビクター SF-77
- 大原の里／うめまつりの大学中退講座（1975年5月25日）ビクター SF-92 「うめまつり」名義
- 武蔵野／北鎌倉（1975年9月25日）ビクター SF-104
- 結婚しておくれ／にごり絵（1976年6月）ビクター SF-6003

### アルバム
- 夏の夜は（1974年7月25日）ビクター SF-1044「岡本正とうめまつり」名義
  1. 夏の夜は
  2. 拝啓あなた様
  3. たぐり糸
  4. 夕立ち
  5. もう云わないで
  6. いなずま
  7. すみれの花
  8. シャボン玉
  9. 夏の手まり唄
  10. 日暮れ
  11. 雨の日の散歩
  12. 日時計

- 北山杉／うめまつり・ふぁーすと・あるばむ（1975年6月25日）ビクター SF-1056「うめまつり」名義
  1. 北山杉
作詞：下条薫／作曲：山本勝／編曲：小谷充
  2. ひとり旅
作詞：タケ／作詞：司馬緒／作曲：山本勝／編曲：萩田光雄
  3. 落葉の季節
作詞：田中信昭／作曲：田中信昭／編曲：萩田光雄
  4. むつごろう
作詞：田村寓／作曲：綾部隆士／編曲：いしだかつのり
  5. 三社まつり
作詞：タケ／作詞：司馬緒／作曲：木下俊二／編曲：小谷充
  6. 長崎の雨の中で
作詞：タケ／作詞：司馬緒／作曲：山本勝／編曲：小谷充
  7. 大原の里
作詞：タケ／作詞：司馬緒／作曲：山本勝／編曲：萩田光雄
  8. あいつがうわさの風来坊
作詞：タケ／作詞：司馬緒／作曲：山本勝／編曲：いしだかつのり
  9. 明日こそ
作詞：タケ／作詞：司馬緒／作曲：うめまつり／編曲：小谷充
  10. おとめ心
作詞：下条薫／作曲：小谷薫／編曲：いしだかつのり
  11. 足摺岬
作詞：綾部隆士／作曲：綾部隆士／編曲：いしだかつのり
  12. うめまつりの大学中退講座
作詞：タケ／作詞：司馬緒／作曲：増保良三／編曲：小谷充

CD化：2006年11月22日/ビクター VICL-62177

- 帰って来ないんですか（1976年5月）ビクター SF-10058
  1. 北鎌倉 PartII
  2. 結婚しておくれ
  3. 帰って来ないんですか
  4. にごり絵
  5. 生い立ちの歌
  6. 拝啓あなた様
  7. すみれの花（その2）
  8. 武蔵野
  9. 過ぎ去りし日々
  10. おやすみ

CD化：2006年11月22日/ビクター VICL-62178

- 二行詩（1978年）ビクター VIH-6015
  1. 二行詩
  2. 夜間飛行
  3. パリの午後
  4. さりげなく
  5. 冬
  6. 第三京浜
  7. GOODBYEさよなら
  8. 鎌倉抒情
  9. 君へ
  10. ひととき

### オムニバス
- V.A.／ライブ!! ポプコン・ヒストリーI（2005年12月21日）ヤマハミュージックコミュニケーションズ YCCU-10011-10012
1971年から1973年までのポプコンのライブ音源を集めたCD。ドボンエイドバンドバージョンの「すみれの花」収録。